# نبرد فرودگاه آنتونوف
نبرد فرودگاه آنتونوف که با عنوان نبرد فرودگاه هوستومل نیز شناخته می‌شود، نبردی بود که در روزهای ۲۴ و ۲۵ فوریه ۲۰۲۲ در جریان حمله روسیه به اوکراین رخ داد. در این روز، دو موج از نیروهای روسی به فرودگاه آنتونوف در هوستومل حمله کردند. موج اول متشکل از چتربازان روسی بود که در ۲۴ فوریه در این فرودگاه فرود آمدند و برای مدت کوتاهی فرودگاه را اشغال کردند اما پس از مدتی شکست خوردند. موج دوم متشکل از نیروهای زمینی روسیه بود که از بلاروس پیشروی می‌کردند و فرودگاه را پس از درگیری در ۲۵ فوریه به تصرف درآوردند.در پی عقب نشینی های روسیه در ۳ آوریل نیروهای اوکراینی کنترل این فرودگاه را به دست گرفتند.

## حمله اول
حدود ۲۰ تا ۳۰ بالگرد روسی، از نیروهای هوابرد روسیه با هدف تصرف  فرودگاه آنتونوف در هوستومل، حومه کیف، فرود آمدند. این گروه تلاش می کردند یک پل هوایی در فاصلهٔ کمتر از ۱۰ کیلومتری کیف، پایتخت اوکراین، ایجاد کنند و تجهیزات خود را در این محل مستقر کنند.
نیروهای روس ابتدا فرودگاه را پس از سه ساعت درگیری به تصرف خود درآوردند، اما یک ضد حمله اوکراینی توسط تیپ چهارم واکنش سریع گارد ملی اوکراین آغاز شد که طی آن نیروهای هوابرد روسیه در فرودگاه محاصره شدند و به گفته رهبری اوکراین منهدم شدند.    
در این زمان هواپیمای آنتونوف-۲۲۵ مریا، بزرگترین هواپیمای جهان، در زمان آغاز این حمله در فرودگاه مستقر بود و ابتدا سالم‌بودن آن با وجود درگیری تایید شد. اما سه روز بعد گزارش شد که این هواپیما طی یک بمباران هوایی در آشیانه‌ای که در آن قرار داشت، منهدم شده است. 

## حمله دوم

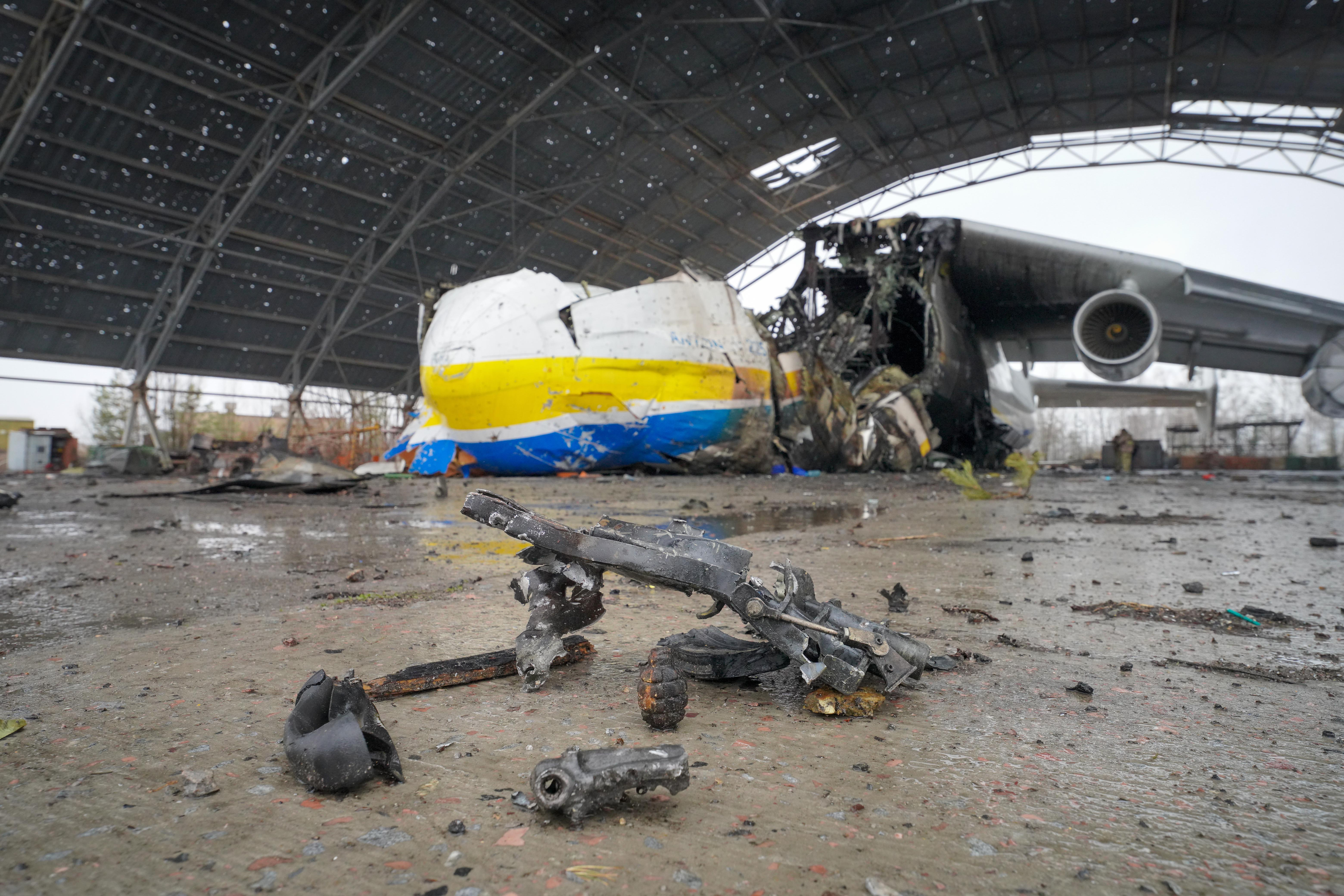
نبرد فرودگاه آنتونوف

در ۲۵ فوریه ۲۰۲۲، نیروهای زمینی روسیه در پیشروی از بلاروس، پس از شکستن قسمتی از خطوط دفاعی اوکراین در نبرد ایوانکیف، کنترل فرودگاه را به دست گرفتند. به گفته وزارت دفاع روسیه ، در این عملیات ۲۰۰ هلیکوتر حضور داشتند و ۲۰۰ سرباز اوکراینی در جریان این نبرد کشته شدند. این درحالی است که براساس آنچه اعلام شده است، ارتش روسیه در این نبر هیچ تلفاتی نداشته است.  وزارت دفاع اوکراین مدعی شده که فرودگاه به حدی آسیب دیده است که توسط نیروهای روسی مورد استفاده قرار نخواهد گرفت. 